# حكاية ميلاد المسيح (شوتز)
حكاية ميلاد المسيح بالإنجليزية Christmas Story وبالألمانية Weihnachtshistorie، عمل رقم 435، هي لحن موسيقي يروي ميلاد المسيح بالألمانية لهاينريش شوتز، على الأرجح عرض أول مرة في دريسدن عام 1660. هذا العمل لحن بالألمانية لقصة الإنجيل عن مولد المسيح، هذا العمل لشوتز يشبه ما فعلته ألحان الآلام لباخ في عيد الفصح. كتبه شوتز نحو عام 1660، يستخدم الأسلوب الصوتي الجديد وقتها وهو الرسيتاتيف لدور يغنيه التينور. الأجزاء الأخرى تتناولها مجموعات من مختلف المطربين، وكورس يظهر في ثلاث مناسبات. إنجاز شوتز هو خلق إحساس بالدراما ليس بمجرد تنويع أسلوب الموسيقى لمختلف الأقسام لكن أيضا بربط آلات معينة مع كل شخصية. بالتالي الثلاثة هتافات للملك يصبحها آلتي طبول، ظهور رعاة الغنم بآلتي ريكوردر وآلة تشبه الباصون، في حين يكون القساوسة الأساسيون عنصر مناسب للطابع الرسمي والتهديد تحقق خلال صوت آلتي ساكبوت.